# メロウェ空港
メロウェ空港（メロウェくうこう、英語: Merowe Airport (IATA: MWE, ICAO: HSMN)）は、スーダンのメロウェ近郊の空港。以前は、現在地より3キロメートル (1.9 mi)西に、小規模なメロウェ・タウン空港があったが、2006年に大規模な施設の建設が完了して、これに取って代わった。この新しい空港には、スーダン空軍のジェット戦闘機が飛来することがあるが、常駐している部隊は存在していない。